# Municipio de Wayne (condado de Fulton)
El municipio de Wayne (en inglés: Wayne Township) es un municipio ubicado en el condado de Fulton en el estado estadounidense de Indiana. En el año 2010 tenía una población de 569 habitantes y una densidad poblacional de 4,69 personas por km².

## Geografía
Según la Oficina del Censo de los Estados Unidos, tiene una superficie total de 121.25 km², de la cual 121,06 km² corresponden a tierra firme y (0,16 %) 0,19 km² es agua.

## Demografía
Según el censo de 2010, había 569 personas residiendo. La densidad de población era de 4,69 hab./km². De los 569 habitantes, estaba compuesto por el 99,65 % blancos, el 0,18 % eran isleños del Pacífico y el 0,18 % eran de una mezcla de razas. Del total de la población el 0,35 % eran hispanos o latinos de cualquier raza.